# Wilfried Fritzsche
Wilfried Fritzsche (* 11. September 1923 in Zörbig, Provinz Sachsen; † 13. Juli 1982 in Graz, Steiermark) war ein deutsch-österreichischer Elektrotechniker und Hochschullehrer.

## Leben
Er wurde im Freistaat Preußen geboren und zog mit seinen Eltern nach Wernigerode in den Harz, weil sein Vater als Amtsgerichtsrat am dortigen Amtsgericht eine Anstellung erhalten hatte. Wilfried Fritzsche besuchte mit Unterbrechungen das städtische Fürst-Otto-Gymnasium in Wernigerode, wo er 1941 das Abitur ablegte. Nach Ende des Zweiten Weltkrieges studierte er an der Technischen Hochschule Hannover Hochfrequenztechnik. 1950 schloss er das Studium als Diplom-Ingenieur ab und promovierte 1955 zum Dr.-Ing. Das Thema seiner Habilitationsschrift lautete Eine leistungsstarke magnetische Stromrichtersteuerung. Im gleichen Jahr übernahm er in Berlin die Leitung des Entwicklungslabors für industrielle Elektronik der AEG. 1963 erhielt er die Berufung als Leiter des Instituts für Elektronik der Fakultät Elektrotechnik und Informationstechnik an der Technischen Universität Graz. Diese Funktion übte er bis zu seinem Tod im Alter von 58 Jahren aus. Er beschäftigte sich u. a. auch mit den Eigenschaften des Schnees und mit elektronischen Verfahren zur Suche nach Lawinenverschütteten und der Messung der Schneehöhe.

## Werke (Auswahl)
- Eine leistungsstarke magnetische Stromrichtersteuerung, Hannover 1955.
- Studie über den Stand der Lawinenforschung in Österreich (mit verwandten Gebieten), Graz 1977.